# Alon Day

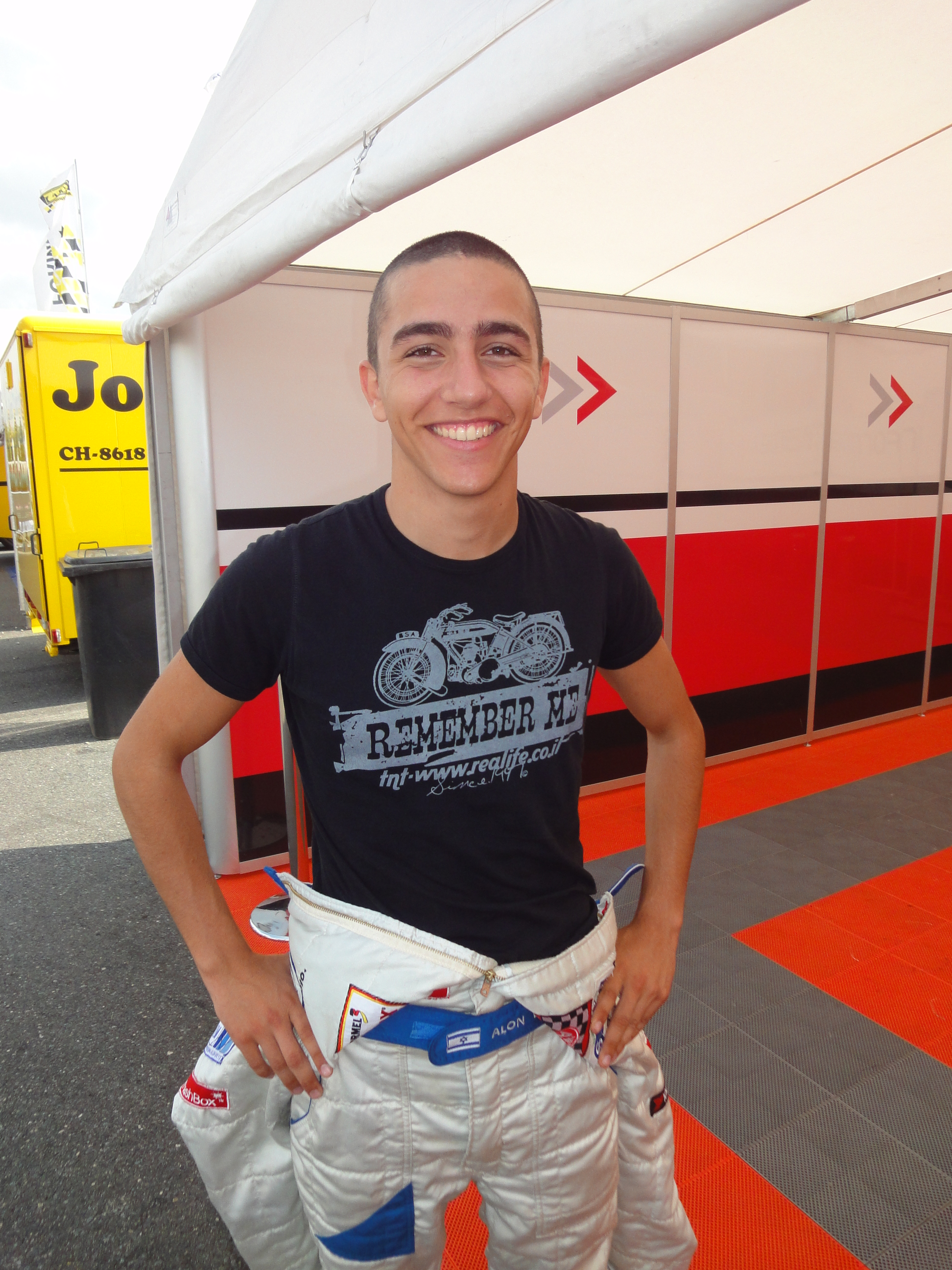
Alon Day (2010)

Alon Day (hebräisch אלון דאי; * 4. November 1991 in Aschdod) ist ein israelisch-französischer Automobilrennfahrer.

## Karriere
Day begann seine Motorsportkarriere im Alter von zehn Jahren im Kartsport. 2007 wechselte Day in den Formelsport und wurde 18. in der ungarischen E-2000-Meisterschaft. 2008 blieb er in dieser Serie und verbesserte sich auf den sechsten Platz. Außerdem nahm er für das Asia Racing Team an zwei Rennen der asiatischen Formel Renault Challenge teil. 2009 trat Day für mehrere Teams in der asiatischen Formel Renault Challenge an. Er gewann vier Rennen und beendete nur ein Rennen nicht auf dem Podium. Mit 293 zu 287 Punkten entschied er den Meistertitel gegen Luís Sá Silva für sich. Außerdem startete er 2008 und 2009 als Gaststarter zu je einem Rennen der pazifischen Formel BMW.
2010 wechselte Day in den deutschen Formel-3-Cup zu Performance Racing. Während sein Teamkollege Felix Rosenqvist mit 83 Punkten Fünfter wurde, beendete Day die Saison mit zwei vierten Plätzen als beste Resultate mit 26 Punkten auf dem neunten Gesamtrang. 2011 blieb Day im deutschen Formel-3-Cup wechselte zu HS Engineering. Mit zwei dritten Plätzen als beste Resultate beendete er die Saison auf dem vierten Gesamtrang. Außerdem startete er zu zwei Rennen der österreichischen Formel 3, die er beide gewann. Darüber hinaus absolvierte Day Gaststarts in der Formel-3-Euroserie.
2012 verließ Day Europa und wechselte zu Belardi Auto Racing in die nordamerikanische Indy Lights. Er wurde damit zum ersten Israeli, der in den Vereinigten Staaten an einem Motorsportrennen teilnahm. Day stieg nach dem siebten von zwölf Rennen aus der Serie aus. Er wurde Zwölfter in der Fahrerwertung. Er kehrte anschließend nach Europa zurück und bestritt für ADM Motorsport und EuroInternational die zweite Saisonhälfte des deutschen Formel-3-Cups. Dabei wurde er mit zwei dritten Plätzen als beste Ergebnisse Elfter im Gesamtklassement.

## Nationalität
Day tritt mit israelischer Rennlizenz im Motorsport an, besitzt allerdings auch einen französischen Pass.

## Sonstiges
2011 war Day Mitglied der Young Driver Excellence Academy der FIA.

## Karrierestationen
| - 2001–2006: Kartsport - 2007: Ungarische E-2000 (Platz 18) - 2008: Ungarische E-2000 (Platz 6) - 2008: Asiatische Formel Renault Challenge (Platz 30) - 2009: Asiatische Formel Renault Challenge (Meister) - 2010: Deutsche Formel 3 (Platz 9) | - 2011: Deutsche Formel 3 (Platz 4) - 2011: Österreichische Formel 3 (Platz 8) - 2012: Indy Lights (Platz 12) - 2012: Deutsche Formel 3 (Platz 11) - 2014: ADAC GT Masters (Platz 15) - 2015: NASCAR Whelen Euro Series (Platz 2) | - 2016: NASCAR Whelen Euro Series (Platz 3) - 2017: NASCAR Whelen Euro Series (Meister) - 2018: NASCAR Whelen Euro Series (Meister) - 2019: NASCAR Whelen Euro Series (Platz 2) - 2020: NASCAR Whelen Euro Series (Meister) |